# Ilk
Ilk là một thị trấn thuộc hạt Szabolcs-Szatmár-Bereg, Hungary. Thị trấn này có diện tích 14,56 km², dân số năm 2010 là 1207 người, mật độ 83 người/km².